# Leia padana
Leia padana är en tvåvingeart som beskrevs av Chandler 2004. Leia padana ingår i släktet Leia och familjen svampmyggor.
Artens utbredningsområde är Italien. Inga underarter finns listade i Catalogue of Life.